# Autobetrieb Weesen-Amden
Der Autobetrieb Weesen-Amden (AWA) ist ein Transportunternehmen, das die Autobuslinie Ziegelbrücke–Weesen–Amden betreibt. Als rechtlich unselbständiger, kommunaler Betrieb der Ortsgemeinde Amden, ist letztere Inhaberin der Personenbeförderungskonzession für die Buslinie Ziegelbrücke – Weesen – Amden – Arvenbüel, die unter der Liniennummer 650 verkehrt. Im Kursbuch wird die Linie seit 2008 im Fahrplanfeld 80.650 geführt. Als Gemeindebetrieb führt AWA auch die Schneeräumungsarbeiten im Winter und Kipptransporte im Sommer aus.

## Geschichte

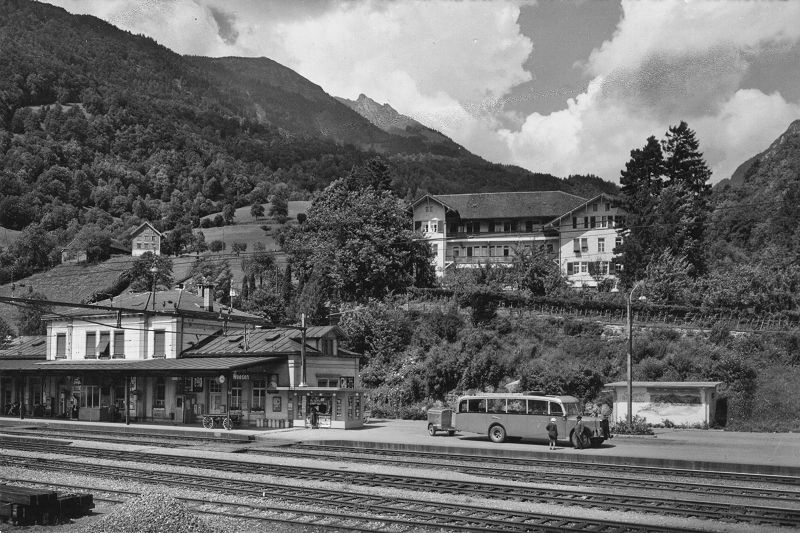
Bus des Autobetriebs Weesen-Amden beim Bahnhof Weesen, um 1958

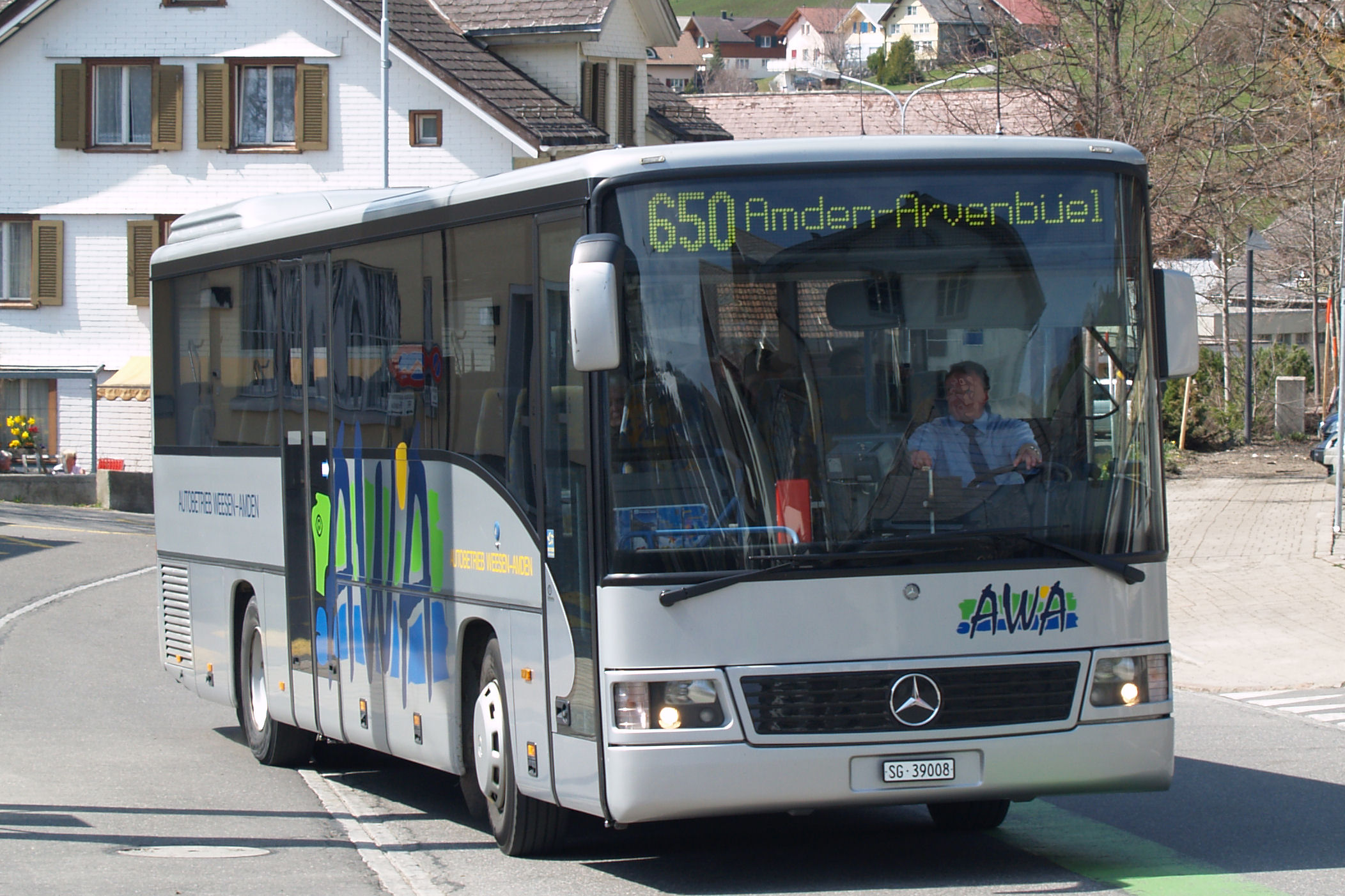
Ein AWA-Bus bei der Wegfahrt bei der Haltestelle Amden Post

1892, zehn Jahre nach dem Bau der befahrbaren Strasse von Weesen nach Amden, wurde ein Postkutschenbetrieb eingerichtet. Die ersten motorisierten Omnibusse waren ausrangierte, umgebaute Militärlastwagen, die die Gemeinde Amden 1918 erwerben konnte. Die Gründung des AWA ist auf den 1. Juli 1919 datiert. Neue Fahrzeuge waren ein Saurer-Omnibus, der zweimal täglich die Strecke Weesen Bahnhof – Amden Vorderdorf bediente, und ein Lastwagen, der für Amden bestimmtes Material wie Heu, Holz, Schutt, Steine und Stroh transportierte. 1922 bot sich die Gelegenheit, eine 8-plätzige Limousine des Nutzfahrzeugfabrikanten Hippolyt Saurer zu erwerben.

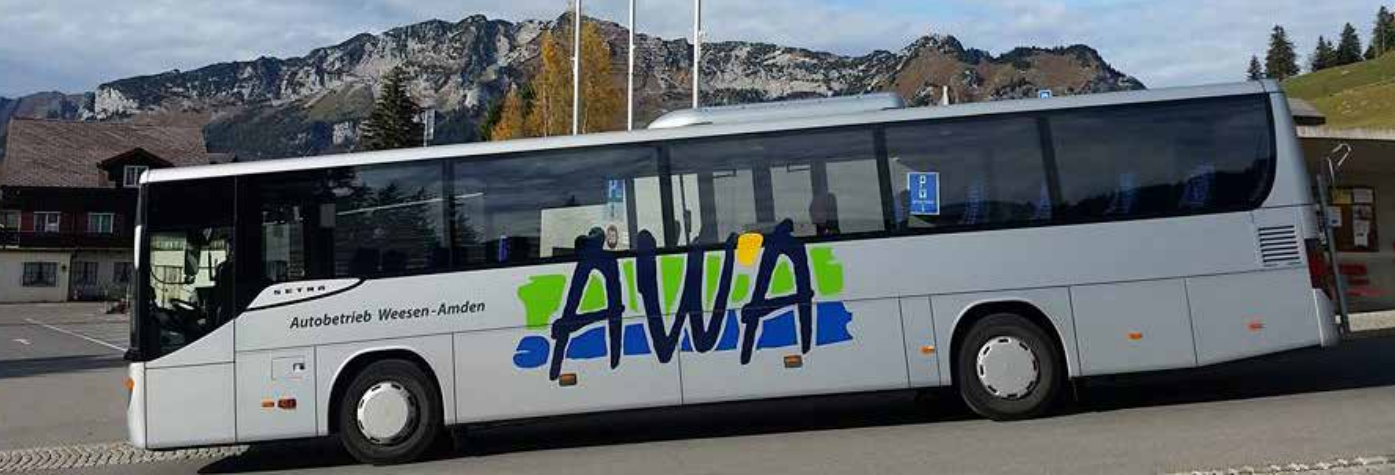
Bus mit Logo des AWA

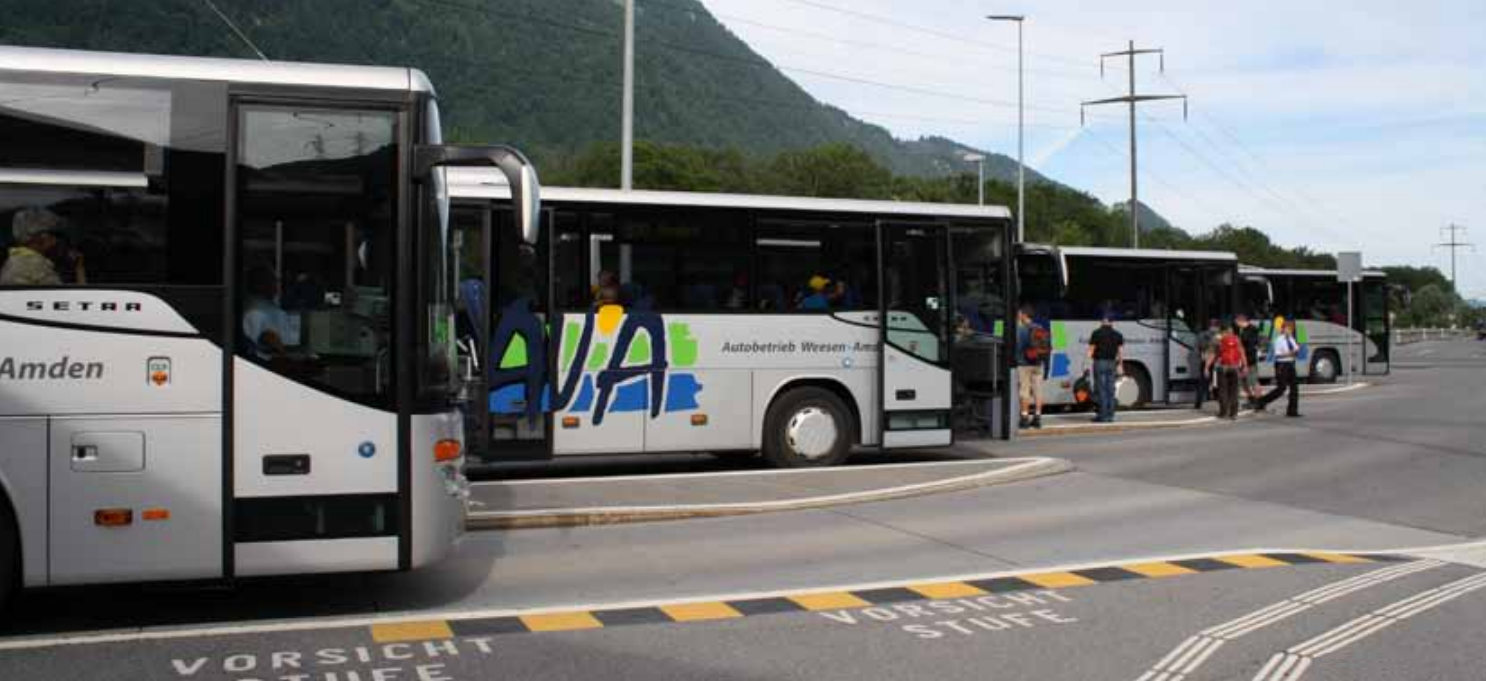
Busse des AWA vor dem Bahnhof Ziegelbrücke

In den 1930er-Jahren hatte der AWA im Güter- und im Personenverkehr mit massiven Umsatzproblemen zu kämpfen. Mit der Verlängerung der Bergpoststrasse vom Sell bis ins Arvenbüel wurde 1955 auch die Buslinie bis dorthin erweitert. 1961 kaufte sich der AWA die erste selbstfahrende Schneefräse. Ab Herbst 1967 enthielt der Fahrplan ein sonntägliches Abendkurspaar nach Ziegelbrücke, ab Herbst 1969 waren es sonntags drei und werktags zwei Kurspaare. Der Fahrzeugpark bestand vor allem aus blauen Saurer-Dieselbussen, die mit den gelben Postautos baugleich waren und ein Dreiklanghorn enthielten. In den 1970er-Jahren war der Fortbestand des Autobetriebs angesichts erneuter Umsatzeinbussen gefährdet. Eine Ausgliederung der Buslinie wurde gehandelt, aber nicht realisiert. In den 1980er-Jahren wurde eine weitere Serie von Saurer-Bussen beschafft, diesmal mit Fahrtzielanzeigen an der Front.
Von 1999 bis 2001 beschaffte die AWA drei Mercedes-Benz Integro-Überlandlinienbusse in silbergrauer Farbe, die 2001 die Saurer-Ära beendeten. Als letzter Schweizer Bus im Betrieb lief bis 2008 noch ein NAW-Autobus, der inzwischen durch einen Setra S415UL mit Rollstuhllift ersetzt wurde. Zwei weitere solche Fahrzeuge läuteten 2010 bereits auch den Ersatz der Integroflotte ein. 2017 wurde der letzte Integro und 2018 der älteste Setra durch je einen MAN Lion’s Regio ersetzt. Daneben wird für den Schülertransport ein Kleinbus eingesetzt.